# Pic Wasson
Pour les articles homonymes, voir Wasson.
Le pic Wasson, en anglais Wasson Peak, est un sommet montagneux américain dans le comté de Pima, en Arizona. Il culmine à 1 429 mètres d'altitude dans les monts Tucson, dont il est le point culminant. Il est protégé au sein du parc national de Saguaro et de la Saguaro Wilderness. On l'atteint par le Hugh Norris Trail.